# MACVSOG
MACVSOG (Millitary Assistance Command, Vietnam - Studies and Observation Group), tức Nhóm Nghiên cứu và Quan sát thuộc Bộ Chỉ huy Viện trợ Quân sự Mỹ tại Việt Nam là một đơn vị bán quân sự bí mật của quân đội Hoa Kỳ trong thời kỳ chiến tranh Việt Nam. Nhóm trực thuộc Bộ chỉ huy Viện trợ Quân sự Mỹ tại Việt Nam - cơ quan chỉ huy toàn bộ quân đội Hoa Kỳ tai Việt Nam trong giai đoạn chiến tranh. Nằm trong kế hoạch 34A (OPLAN 34A), một chương trình tham vọng của Lầu Năm Góc gồm các hoạt động bán quân sự nhằm quấy nhiễu, trừng phạt và cuối cùng là lật đổ chính phủ Hà Nội, SOG đã thực hiện một loạt các hoạt động ngầm chống phá Bắc Việt Nam trong suốt giai đoạn 1964-1972. 4 nhiệm vụ cơ bản của SOG là: cài cắm gián điệp và biệt kích xuống Bắc Việt Nam; tiến hành chiến tranh tâm lý; tiến hành các hoạt động ngăn chặn và quấy rối trên biển; và hoạt động thám báo chống phá đường mòn Hồ Chí Minh.

## Hoàn cảnh ra đời
SOG ra đời trong hoàn cảnh Tổng thống Kennedy kêu gọi quân đội ngoài việc chuẩn bị cho một cuộc chiến tranh tổng lực với Liên Xô còn phải sẵn sàng khi ứng phó với dạng xung đột nhỏ – chiến tranh không quy ước - như tại Việt Nam. Dù Lầu Năm Góc cho rằng quân đội có đủ sức đối phó với chiến tranh không quy ước bằng các lực lượng thông thường, Kennedy vẫn không thỏa mãn và yêu cầu quân đội lập ra một lực lượng đặc biệt thực hiện các hoạt động ngầm, khiến cho Hà Nội phát điên giống như cái cách mà họ đang tiến hành tại Nam Việt Nam với người Mỹ. Giới quân sự phản đối, nhưng dưới sức ép của Nhà Trắng, SOG được thành lập. Tuy nhiên, sự không công nhận của quân đội đối với SOG đã khiến cho rất nhiều hoạt động của SOG bị hạn chế và đem lại thành công ít ỏi.
SOG thành lập ngày 24-1-1964 tại Sài Gòn bởi Bộ chỉ huy viện trợ quân sự Hoa Kỳ tại Việt Nam MACV. Vào thời điểm mới thành lập, mọi nguồn lực, hoạt động, tổ chức của SOG đều bắt đầu từ con số không. Mặc dù được Nhà Trắng ủng hộ, SOG hầu như không nhận được sự hỗ trợ từ các lực lượng quân sự thông thường của Hoa Kỳ tại Việt Nam cũng như CIA. Phải mất 1 năm sau, các bộ phận của SOG mới được hoàn chỉnh tương đối, kết cấu thành một mạng lưới phức tạp và cồng kềnh.

## Tổ chức, Lãnh đạo & Giám sát

### Tổ chức
Tổ chức của SOG gồm hạt nhân là bốn bộ phận nghiệp vụ chính: Bộ phận cài cắm & chỉ đạo các hoạt động gián điệp OP34 mật danh Timberwork; Bộ phận hoạt động bán quân sự trên biển OP37 mật danh Plowman; Bộ phận hoạt động tâm lý chiến OP39 mật danh Hulidor; Bộ phận hoạt động thám báo chống phá đường mòn Hồ Chí Minh OP35 mật danh Shinning Brass. Ngoài ra, SOG còn có một số bộ phận hỗ trợ như: Bộ phận bay phối thuộc OP36, bộ phận hành chính & nhân sự OP10, bộ phận hậu cần OP40, bộ phận thông tin OP60, bộ phận tài vụ OP90 ... SOG cùng đối tác Nha Kỹ thuật (Strategic Technical Directorate - STD) thuộc Bộ Tổng tham mưu Quân lực Việt Nam Cộng hòa quản lý trại huấn luyện Long Thành.
Trong hoạt động thám báo trên đường mòn Hồ Chí Minh, SOG còn lập ra một số căn cứ hoạt động tiền tiêu (Forward operating base - FOB) nằm rải rác trên lãnh thổ Nam Việt Nam để kiểm soát và hỗ trợ các toán biệt kích. Căn cứ quan trọng nhất của SOG là căn cứ hoạt động tiền tiêu Khâm Đức (Khe Sanh), nơi phụ trách gần một nửa các hoạt động biệt kích tại Lào. Ngoài ra, SOG còn có các cơ sở điều phối không lưu trong hoạt động đánh phá đường mòn, như ba Trung tâm chỉ huy phía Bắc CCN, phía Trung CCC và phía Nam CCS.

### Lãnh đạo
Cấp tư lệnh chỉ huy của SOG luôn là một đại tá bộ binh Mỹ. Việc tư lệnh SOG không phải là một vị trí cấp tướng phản ánh đúng thái độ của giới quân sự tại Lầu Năm Góc: SOG không được coi là một bộ phận cấu thành chiến lược trong bộ máy chiến tranh của Hoa Kỳ tại Việt Nam. Quân đội coi SOG là đứa con ghẻ do Nhà Trắng muốn họ lập ra. Tư lệnh SOG hầu như không có quan hệ rộng rãi tại Washington, và không được coi trọng tại MACV và JCS. Điều này về sau sẽ ảnh hưởng rất lớn đến các hoạt động của SOG và là một yếu tố quyết định sự thành bại của tổ chức này.
Phó tư lệnh của SOG luôn là một sĩ quan không quân, nhưng không phải là người đang ở vị thế được thăng tiến – rất khó được lên cấp tướng. Cấp chỉ huy thứ ba tại SOG là một quan chức của CIA. Tuy nhiên, CIA chẳng mấy mặn mà với vai trò phụ giúp cho quân đội trong hoạt động ngầm. Vì vậy, viên phó CIA được cử sang SOG thường chủ yếu hoạt động tâm lý chiến – một lĩnh vực thường không được đề cao tại CIA.

### Giám sát
Sự nhạy cảm trong các hoạt động mà SOG tiến hành mang lại khiến cho các nhà địa chính trị ở Washington lo ngại. Mặc dù hào hứng với kế hoạch nhằm gây rối chính phủ miền Bắc, các nhà hoạch định chính sách ở Nhà Trắng lại lo lắng rằng nếu các hoạt động của SOG bị lộ, Hoa Kỳ sẽ bị biến thành hình ảnh kẻ xâm lược khát máu đang cố lật đổ Bắc Việt Nam, điều mà họ luôn tuyên bố rằng không phải. Hơn nữa, sự thành công - nếu có - của SOG, sẽ gây ra tình hình bất ổn dẫn đến sự sụp đổ của chính phủ Hà Nội và khi đó, Trung Quốc có thể sẽ can thiệp. Nhà Trắng và Bộ Ngoại giao không muốn có một Triều Tiên thứ hai. Do vậy họ quyết tâm kiểm soát chặt chẽ mọi hoạt động của SOG, hạn chế bất cứ hành động nào có thể làm tổn hại đến hình ảnh và thanh danh của Hoa Kỳ. Tất cả các kế hoạch hoạt động của SOG đều phải trải qua một khâu kiểm duyệt công phu, gửi lên cả Nhà Trắng, Lầu Năm Góc, CIA và Bộ Ngoại giao trước khi có thể tiến hành. Và ở bất kỳ chỗ nào, kế hoạch đều có thể bị bác bỏ và trả lại, buộc SOG phải lập một kế hoạch mới. Sự cồng kềnh phức tạp này khiến cho rất nhiều các kế hoạch có triển vọng của SOG bị Washington bác bỏ, vì cho rằng "có khả năng gây tổn hại đến chiến lược chung" – chiến lược mà quân đội không coi SOG là một phần của nó. Ngoài ra, JCS còn lập ra Văn phòng trợ lý đặc biệt về chống bạo loạn và hoạt động đặc biệt (Special Assistant for Counterinsurgency and Special Activities - SACSA), với chức năng kiểm soát chặt chẽ các hoạt động của SOG. Sĩ quan SACSA là người trực tiếp mang các bản kế hoạch của SOG qua các khâu kiểm duyệt tại Washington (Tuy nhiên, điều khôi hài là về sau này, SACSA lại đóng vai trò hỗ trợ cho SOG tại Washington, mặc dù mục đích ban đầu nó được lập ra để làm chậm lại chứ không phải ủng hộ cho sự phát triển của SOG).

## Các giai đoạn hoạt động
Đối với từng bộ phận nghiệp vụ của SOG có một quá trình hoạt động khác nhau. Nếu như ba bộ phận cài cắm gián điệp OP34, hoạt động trên biển OP37 và hoạt động tâm lý chiến OP39 đều bắt đầu hoạt động từ năm 1964 khi SOG mới thành lập, và kết thúc vào năm 1968, khi Tổng thống Johnson ra lệnh ngừng toàn bộ chương trình hoạt động ngầm chống miền Bắc. Thì riêng bộ phận biệt kích & thám báo đường mòn Hồ Chí Minh OP35 đến năm 1965 mới chính thức hoạt động và kéo dài đến năm 1972, khi Hoa Kỳ rút khỏi chiến tranh.

### Giai đoạn 1964-1968
Đây là giai đoạn mở đầu cho quá trình thành lập SOG, cũng là giai đoạn khó khăn nhất. Như đã nói ở phần trên, SOG không nhận được sự hỗ trợ tích cực của quân đội, nên buộc phải tự tìm kiếm nhân lực phục vụ cho mình. Ngay cả vậy, trong thành phần quân đội Hoa Kỳ lúc bấy giờ, không có nhiều nhân viên được huấn luyện về hoạt động đặc biệt cho các hoạt động của SOG. Sự khó khăn về nhân sự đã buộc SOG phải kiêm vai trò huấn luyện các sĩ quan trẻ nhiệt huyết nhưng thiếu kinh nghiệm, giúp họ làm quen với các hoạt động của mình. Tuy nhiên, thời hạn công tác ở SOG là một năm, giống như các lực lượng khác ở Việt Nam. Điều đó gây khó khăn cho SOG, bởi mỗi nhân viên mới thường cần một năm để quen công tác. Do vậy thay vì hưởng lợi từ những sĩ quan mà mình đã đào tạo, SOG lại phải tiếp tục đào tạo một người mới.

#### Bộ phận gián điệp-biệt kích OP34
Trong 4 năm hoạt động, SOG đã tung vào miền Bắc gần 30 toán gián điệp-biệt kích, tổng cộng khoảng 250 người. Nếu kể cả số gián điệp đã được tung đi từ chương trình biệt kích của CIA mà SOG tiếp nhận, thì tổng số khoảng 500 người đã xâm nhập miền Bắc. Trong đó, chỉ có bốn toán gián điệp Eagle, Romeo, Hadley và Red Dragon của SOG và ba toán Tourbillon, Easy, Remus và một điệp viên đơn tuyến Ares của CIA được cho là vẫn còn hoạt động. Tuy nhiên, cách "thả tù mù" này, theo như cách gọi của các nhân viên OP34, tỏ ra không hiệu quả. Vào cuối năm 1967, chỉ huy OP34 Bob Kingston quyết định đánh giá lại toàn bộ chương trình hoạt động gián điệp-biệt kích của SOG với sự giúp đỡ của các chuyên gia CIA và DIA. Kết quả là một thảm họa: tất cả các toán mà SOG cho là còn hoạt động đều đã bị Hà Nội vô hiệu hóa từ lâu, và một số còn được sử dụng để chống lại SOG. Trên thực tế, 500 người đã được tung đi mà không một ai còn quay về.
Chương trình đánh lạc hướng (mật danh Forae): Mặc dù chương trình gián điệp-biệt kích đã sụp đổ sau khi trung tá Kingston quyết định ngưng mọi hoạt động, song các nhân viên của SOG nhận thấy chính phủ Hà Nội vẫn lo ngại về tình trạng gián điệp xâm nhập miền Bắc, và số gián điệp bị bắt giữ mà Hà Nội công bố lớn hơn con số điệp viên mà SOG đã tung đi. Điều đó khiến cho lãnh đạo SOG thích thú, và Kingston đã dựng nên một kế hoạch đánh lừa nhằm dựng nên một hệ thống hai mang chống lại Hà Nội. Dự án này gồm ba đề án chính làm cốt lõi: Borden, Urgency và Oodles, với nội dung cơ bản là dùng sự lo ngại của Hà Nội về hệ thống an ninh ở miền Bắc để gây rối loạn cho chính họ. Với một loạt các hoạt động nhỏ và bí mật, dự án Forae hy vọng sẽ làm Hà Nội phải giảm bớt nguồn lực để tăng cường an ninh cho miền Bắc, trong khi đáng nhẽ những nguồn lực này được tăng cường cho chiến trường miền Nam. Tuy nhiên, tất cả kết thúc khi Tổng thống Hoa Kỳ Johnson ra lệnh ngừng các hoạt động chống miền Bắc vào năm 1968.

#### Bộ phận hoạt động trên biển OP37
Bộ phận cố vấn Hải quân phối thuộc (NAD) OP37, được thành lập tại Đà Nẵng năm 1964, với sự ủng hộ của Bộ Tư lệnh Thái Bình Dương Hoa Kỳ (United States Pacific Command - USPACOM). Bộ phận này thực hiện các hoạt động ngầm trên biển, đánh phá các cảng biển miền Bắc, quấy rối đường đi lại trên biển, phục kích và bắt giữ các tàu của Bắc Việt Nam và rải các tài liệu tâm lý chiến như truyền đơn... Hoạt động ngầm trên biển được Lầu Năm Góc cho rằng sẽ tạo ra hiệu quả lập tức tới Hà Nội, khiến chính phủ miền Bắc bị tổn thất và cuối cùng dẫn đến ngưng chiến tranh ở miền Nam. Dù được kỳ vọng như vậy, nhưng cuối cùng, hoạt động ngầm trên biển cũng như các bộ phận khác của SOG, do bị quá nhiều hạn chế, đã không thành công trong việc hoàn thành mục đích của mình.
OP37 sở hữu một số tàu tuần tiễu nhanh PTF gồm loại Nasty của Nauy và Swift của Hải quân để thực hiện nhiệm vụ. Đối tác của OP37 là Nha Kỹ thuật và Sở Phòng vệ duyên hải (Coastal Security Service - CSS) của Việt Nam Cộng hòa. Các điệp vụ do các tàu của SOG thực hiện có hiệu quả ít ỏi và chỉ gây khó chịu qua loa cho chính phủ Hà Nội. Mặc dù các hoạt động này đã khiến chính phủ miền Bắc phải tăng cường nguồn lực bảo vệ bờ biển, song xét cuối cùng, thành công là không đánh kể. Hầu hết các tàu Bắc Việt Nam mà PTF đã phá hủy là tàu đánh cá của ngư dân, rất ít trong số đó là tàu vũ trang. Các hoạt động pháo kích, tập kích ven bờ cũng khó khăn khi miền Bắc triển khai pháo bảo vệ bờ biển. Hoạt động của OP37 do đó tiếp tục bị thu hẹp dần. Cuối cùng, ngày 1 tháng 11 năm 1968, do chính sách của Tổng thống Johnson, toàn bộ các hoạt động trên vĩ tuyến 17 đều bị ngưng lại, và OP37 ngừng hoạt động.

#### Bộ phận tâm lý chiến OP39
Bộ phận chiến tranh tâm lý OP39 của SOG được thành lập năm 1964, với mục đích là nhằm cho Hà Nội tin rằng họ có vấn đề về an ninh nội bộ, từ đó giảm dần nguồn lực bổ sung cho chiến trường miền Nam và cuối cùng là kết thúc chiến tranh. Để thực hiện mục tiêu này, OP39 đã có một loạt các hoạt động: lập ra phong trào chống đối giả tạo Gươm Thiêng Ái Quốc (tiếng Anh: The Sacred Sword Patriots League - SSPL), lập đài phát thanh tuyên truyền, rải truyền đơn và gói quà ra miền Bắc... nhằm thu phục dân chúng miền Bắc. Tuy vậy, giới chức Washington e ngại rằng nếu như quá mức, chính phủ Hà Nội có thể sụp đổ và Trung Quốc sẽ can thiệp. Sự ám ảnh đó đã khiến Washington cấm SOG hình thành một phong trào chống đối "thực sự" tại miền Bắc với mục tiêu lật đổ Hà Nội. Khôi hài là đây lại là mục tiêu chính mà các chỉ huy của SOG hướng tới cho chương trình tâm lý chiến. Khi hoạt động nghiêm túc nhất đã bị cấm, mọi hoạt động khác của OP39 đều không mang lại hiệu quả to lớn. Điều này không được thay đổi trong những năm tiếp theo, mặc dù các sếp của SOG đã cố gắng khai thông tại Washington dọn đường cho mục tiêu lớn nhất của họ. Cuối cùng, cũng với OP34 và OP37, bộ phận tâm lý chiến OP39 đã chấm dứt hoạt động cuối năm 1968 theo lệnh của Tổng thống Johnson

#### Bộ phận biệt kích & thám báo OP35
Đây là bộ phận lớn nhất của SOG, cũng là bộ phận thành công nhất trong các hoạt động ngầm chống lại miền Bắc. OP35 tập trung vào việc tung các toán thám báo-biệt kích chống phá đường mòn Hồ Chí Minh, con đường vận tải huyết mạch của miền Bắc cho cuộc chiến tại miền Nam. Địa bàn hoạt động của OP35 lấn cả sang Lào, và đến năm 1967 mở rộng sang Campuchia. Các toán thám báo của OP35 có nhiệm vụ quan sát và phát hiện ra vị trí đóng quân của các đơn vị bộ đội Quân đội Nhân dân Việt Nam, các kho hàng lương thực, xăng dầu... tập trung trên đường mòn Hồ Chí Minh, rồi chỉ điểm cho máy bay đến ném bom. Đây là hoạt động hết sức nguy hiểm và táo bạo. Mỗi toán thám báo thường gồm 3 nhân viên người Mỹ và 9 lính người dân tộc. Độ nhạy cảm cao do lo sợ việc lính Mỹ bị bắt khiến Washington mà điển hình là Bộ Ngoại giao, ngăn cấm việc SOG cho phép OP35 vào Lào trong suốt năm 1964. CIA cũng không muốn SOG vào Lào, bởi họ coi Lào là địa bàn hoạt động của riêng họ. Bước sang năm 1965, sự đấu tranh của SOG tại Washington, cộng với sự ủng hộ hiếm hoi của Lầu Năm Góc đã khiến Bộ Ngoại giao và CIA mất dần thế thượng phong trong việc cấm đoán SOG. Sở dĩ giới quân sự ủng hộ SOG vì quân đội rất cần các hoạt động thám báo như vậy trên đường mòn Hồ Chí Minh để giúp họ có được bức tranh tổng thể về chiến lược chiến tranh của miền Bắc tại Nam Việt Nam. Mặc dù nhượng bộ cho SOG được phép tung các toán thám báo vào Lào, Bộ Ngoại giao vẫn đặt ra một loạt các quy định khắt khe về giới hạn xâm nhập của các toán thám báo của SOG, và mọi kế hoạch của OP35 đều phải được báo trước cho Đại sứ quán Hoa Kỳ tại Viêng Chăn trước khi thực hiện. Bất chấp các hạn chế như vậy, OP35 có được sự thành công ban đầu. Trong những năm 1965-1967, các toán thám báo xâm nhập đường mòn đã phát hiện ra rất nhiều mục tiêu của QĐNDVN tại Lào và chỉ điểm cho máy bay đến ném bom, khiến cho Hà Nội bị bất ngờ và thiệt hại. Với trung bình 90 điệp vụ trong mỗi tháng, OP35 tỏ ra thực sự hiệu quả và được sự ủng hộ rất lớn của MACV và USPACOM. Năm 1967, hoạt động thám báo của SOG được mở rộng sang Campuchia, xâm nhập và phát hiện các mục tiêu của Mặt trận Dân tộc Giải phóng miền Nam Việt Nam.

### Giai đoạn 1968-1972
Đây là giai đoạn mà SOG chỉ còn bộ phận nghiệp vụ thám báo và biệt kích OP35 là còn hoạt động. Các điệp vụ thám báo tiếp tục được mở rộng trên khắp đường mòn Hồ Chí Minh, gây khó khăn cho QĐNDVN và buộc miền Bắc phải cử lại một số lượng lớn bộ đội ở lại bảo vệ đường mòn. Dù đã có những thành công ban đầu, song dần dần, với việc Hà Nội bắt đầu tìm hiểu và nắm bắt được các quy luật hoạt động của OP35, thì các toán thám báo trở nên khó khăn hơn trong việc xâm nhập vào đường mòn. Một loạt các biện pháp an ninh cấp thấp nhưng rất hiệu quả của QĐNDVN đã được triển khai nhằm chống lại các toán thám báo xâm nhập, tạo nên một hệ thống an ninh tầng lớp dày đặc. Trong những năm 1968-1969, hầu hết các toán thám báo đều chỉ xâm nhập được trong một thời gian ngắn, sau đó phải rút ra khi bị tấn công. Một số toán bị tấn công mãnh liệt và thương vong nặng nề. Lúc này, QĐNDVN đã triển khai một lực lượng chuyên tìm diệt các toán thám báo của SOG, gọi là lực lượng đặc công chống biệt kích. Các toán thám báo SOG gặp phải lực lượng này thường bị tiêu diệt không thương xót. Tỉ lệ thương vong của OP35 tăng lên theo thời gian. Năm 1969 tỉ lệ này đối với thám báo viên người Mỹ là 50% cho một điệp vụ, và tăng dần trong các năm tiếp theo. Đến năm 1970, khi Tổng thống Nixon bắt đầu rút dần lính Mỹ ra khỏi Việt Nam, lực lượng của SOG hầu như không bị ảnh hưởng. Các hoạt động thám báo tiếp tục nhộn nhịp, và SOG cung cấp cho MACV những chứng cứ có giá trị về việc miền Bắc mở rộng vùng ngã ba biên giới thành con đường vận tải chuyển quân và thiết bị vào chiến trường miền Nam. Trong bối cảnh lính Mỹ rút dần khỏi chiến tranh, đây những tin tức rất có giá trị với quân đội. Tuy nhiên, cũng với đó là cái giá phải trả rất lớn: nhiều thám báo viên Mỹ đã thiệt mạng trong các cuộc giao tranh với bộ đội miền Bắc. Các toán thám báo tuy nhận được sự hỗ trợ về không quân rất lớn nhưng vẫn bị tấn công và tổn thất. Những tháng cuối cùng của năm 1971, SOG tiếp tục chiến đấu "khi những người Mỹ khác đã về nhà". Tuy nhiên, sau chiến dịch Lam Sơn 719, địa bàn hoạt động của SOG bị mất khá nhiều khi Quân đội Nhân dân Việt Nam tấn công miền Bắc của Nam Việt Nam. Cuối cùng, cũng với việc quân đội Hoa Kỳ rút hoàn toàn ra khỏi chiến tranh Việt Nam, SOG chính thức chấm dứt hoạt động. SOG giải thể ngày 30 tháng 4 năm 1972 theo lệnh của Bộ Tư lệnh Thái Bình Dương Hoa Kỳ

## Các sĩ quan từng phục vụ SOG
- Tư lệnh:
  - Đại tá Clyde Russell
  - Đại tá Don Blackburn
  - Đại tá Jack Singlaub
  - Đại tá Steve Cavanaugh
  - Đại tá Jack Isler
  - Đại tá Skip Sadler
- Phó tư lệnh:
  - Trung tá Edward Partain
- Các bộ phận nghiệp vụ của SOG
- OP34
  - Chỉ huy
    - Trung tá Edward Partain
    - Trung tá Reginald Woolard
    - Trung tá Robert McLane
    - Trung tá Robert McKnight
    - Trung tá Bob Kingston

  - Phó chỉ huy
    - Thiếu tá Pete Hayes
    - Thiếu tá John Hada
- OP37
  - Chỉ huy
    - Jack Owens
    - Bob Fay
    - William Hawkins
    - Norman Olson
    - Andrew Merget

  - Phó chỉ huy
    - Trung tá Robert Terry
    - Trung tá Mick Trainor
    - Trung tá Wesley Rice
- OP39
  - Chỉ huy
    - Trung tá Herbert Weisshart
    - Trung tá Martin Marden
    - Trung tá Robert Bartelt
    - Trung tá Albert Mathwin
    - Trung tá Thomas Bowen
    - Trung tá Louis Bush
- OP35 (tất cả các chỉ huy trưởng của SOG đều tham gia chỉ huy OP35)
  - Chỉ huy
    - Đại tá Arthur Simon
    - Đại tá Bill Johnson
    - Đại tá Dan Schungel
    - Đại tá Roger Pezzelles

  - Phó chỉ huy
    - Trung tá Raymond Call
    - Trung tá Jonathan Carney
    - Trung tá Larry Trapp